# 銀河鉄道の夜 I carry a ticket of eternity
『銀河鉄道の夜 I carry a ticket of eternity』（ぎんがてつどうのよる アイ・キャリー・ア・チケット・オブ・エタニティ）は、宮沢賢治の小説『銀河鉄道の夜』を原作とした、2006年11月4日に公開された日本映画。

## 概要
舞台を現代の日本に置き換えるなど、原作の設定を大きく変更しているほか、主人公ジョバンニを女優が演じていることも大きな特徴である。劇場公開はカエルカフェによる配給で行われ、撮影はデジタルハイビジョン方式、音声は5.0チャンネルサラウンド、上映は全てDLPプロジェクターで行われた。観客動員数はカエルカフェ配給作品としては最高のものとなった。上映時間は60分。12月18日からBIGLOBEによりインターネットで配信、2007年6月22日にジェネオンエンタテインメントからDVDが発売された。第16回＠ffあおもり映画祭メロンアワード受賞。

## キャスト
- ジョバンニ：谷村美月
- カムパネルラ：市川男寅
- 乗客の青年：松田洋治
- 乗客の少年：高橋武
- 乗客の女性：源崎知枝
- 先生：小橋めぐみ
- 銀河鉄道の車掌：古川悦史
- ジョバンニの母：清水美恵
- 鳥商人：斎藤洋介
- カムパネルラの父：勝野洋

## スタッフ
- 監督：秋原正俊
- 音楽：梅津和時